# Малеч
Малеч (пол. Małecz) — село в Польщі, у гміні Любохня Томашовського повіту Лодзинського воєводства.
Населення — 482 особи (2011).
У 1975-1998 роках село належало до Пйотрковського воєводства.

## Демографія
Демографічна структура станом на 31 березня 2011 року:
|          | Загалом | Допрацездатний вік | Працездатний вік | Постпрацездатний вік |
| -------- | ------- | ------------------ | ---------------- | -------------------- |
| Чоловіки | 244     | 55                 | 164              | 25                   |
| Жінки    | 238     | 39                 | 139              | 60                   |
| Разом    | 482     | 94                 | 303              | 85                   |